# エコノミークラス

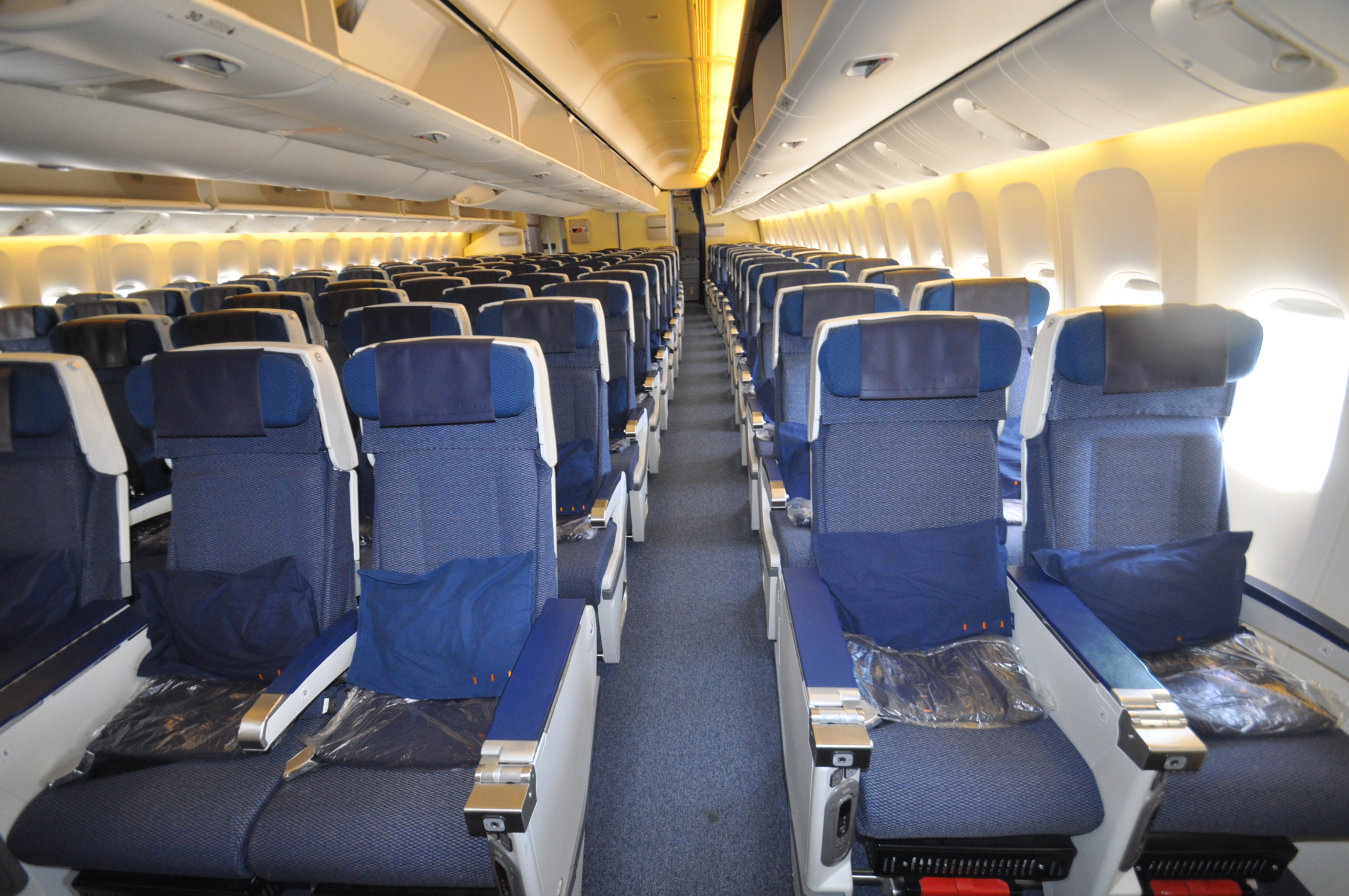
旅客機のエコノミークラス座席（全日本空輸）

エコノミークラス（英語: Economy Class）とは、旅客機の客席の基礎となる座席区分のことである。略号Y。航空会社によってはコーチクラスやスタンダードクラスと呼ぶ場合がある。船の区分ではツーリストクラスに相当し、鉄道では3等車と呼ばれた。

## 概要
旅客機における座席区分の一つで、最も基礎になる区分（クラス）である。国内線や近距離国際線、格安航空会社はエコノミークラスのみが設定されているケースが多く、国際線の場合はさらにビジネスクラスが、中長距離国際線やビジネス客が多い国際線はさらにファーストクラスが設定されることが多い。

## 歴史

### 導入
1920年代以降に旅客機による旅行が本格化し、旅客機の収容人数が増加するに伴い、客船や鉄道などと同様に機内客室が上級席と普通席にクラス分けされるようになり、上級席はファーストクラス、普通席はエコノミークラスと呼ばれるようになった。なお当時は、エコノミークラスは機体前部に置かれることが多かった。
その後1945年8月の第二次世界大戦の終結に伴い民間航空が再興された。また軍で使用されていたダグラス DC-4Bなどの輸送機が格安で払い下げられた。これらの要因により、アメリカや一部のヨーロッパ諸国で航空旅行が一般化してきた1940年代後半以降から1970年代に至るまで、殆どの大手航空会社はIATAと航空会社、各国政府の間で決められた事実上のカルテル料金体系を維持しており、乗客は割高な国際航空運賃を一方的に押し付けられていた。
この様な状況において、多くの国では旅客機での外国旅行は富裕層などの限られた旅客のものとされていた。そのために、下位クラスと言えどもそのサービスはあくまで「ファーストクラスに比べて簡素」と言う程度のものであった。

### コスト削減
しかし1970年代初頭に、それまで主流であったボーイング707やダグラス DC-8などのジェット旅客機の倍程度の座席数を持つ超大型機であるボーイング747が登場し、航空会社が販売する座席供給数が急増し、これまでの運賃では乗客を確保できなくなった。結果、カルテルは自然崩壊し、団体割引航空券などの格安航空券が市場に出回るようになった。
その上に、1978年にアメリカのジミー・カーター政権によって施行された航空規制緩和（ディレギュレーション。新規航空会社の設立や路線開設が事実上自由化された）の影響もあり各航空会社の利幅が急激に減少した。これにより、シートピッチの縮小や機内サービスにあたる客室乗務員数の削減、歯ブラシや歯磨きなどのキットの廃止、アルコール類や機内映画（イヤホン貸し出し）の有償提供（この2つは1970年代までIATAにより有償で提供することと決められていた）、機内食の選択が不可など、そのサービスはコストを意識したものとなっていった。とりわけ、シートピッチの縮小は後年、大きな問題となる（詳細は後述）。

### サービス内容の向上

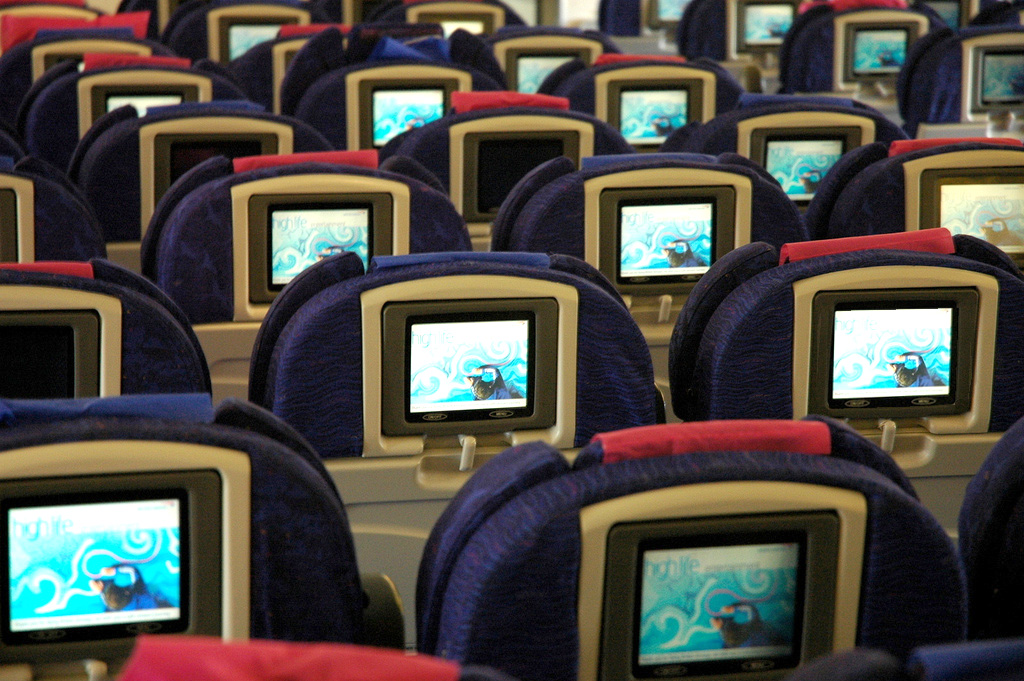
ブリティッシュ・エアウェイズのエコノミークラス「ワールドトラベラー」の個人用テレビ

1970年代以前は座席の幅こそ現在よりも大きかったものの、上記のようにアルコール類や機内映画の有償提供、機内食の選択が不可というような航空会社が多かった。しかし1980年代以降の国際線における急激な競争激化を受け、それらのサービスの無償化や選択の多様化が図られた。一方で、中長距離国際線を中心に、個人用テレビの装着や機内食の選択肢の増加、個人用機内電話の装着などサービスの充実が図られているものの、その反面、最も乗客あたりの収益率が少ないクラスということもあり、コスト削減策は以前と変わらず率先して図られている。

### シートの狭さ
上記のようにエンターテインメント関連を中心に、技術の向上を受けて追加されたサービス内容も多いが、静脈血栓塞栓症（エコノミークラス症候群）を引き起こす可能性のあるシートピッチの狭さは大きな問題となっており、航空会社に訴訟を起こすケースも見られている。新幹線等日本国内の他の輸送機関に比しても非常に狭いスペースであり、長時間の輸送に耐えうるスペースが確保されていないという批判が高まっている。特に近年は、中長距離国際線においても座席の前後幅の法的規制ぎりぎりまでの縮小だけでなく、横幅の縮小によりボーイング767型機で横7列から8列に（スカイマークやヨーロッパの格安航空会社など）、ボーイング777型機で横9列を10列に（全日本空輸やエミレーツ航空など）増加させ、1機あたりの座席数を増やすなどの策がとられている。他方、長距離国際線を中心に70cm台後半であったシートピッチを80cm台後半にまで伸ばし、プレミアムエコノミーなどの名前で割増料金をつけたサービスが、新型機を中心に行われている他、血栓塞栓症対策に改良したフットレストを装備した会社も多い。
2018年、アメリカ議会は連邦航空局に対して座席の快適性に加え、避難の際の安全性を検討するため座席サイズの見直しを要請したが、状況は何ら変わらなかった。

## 平均的なサービス
主に中長距離国際線でのもの。

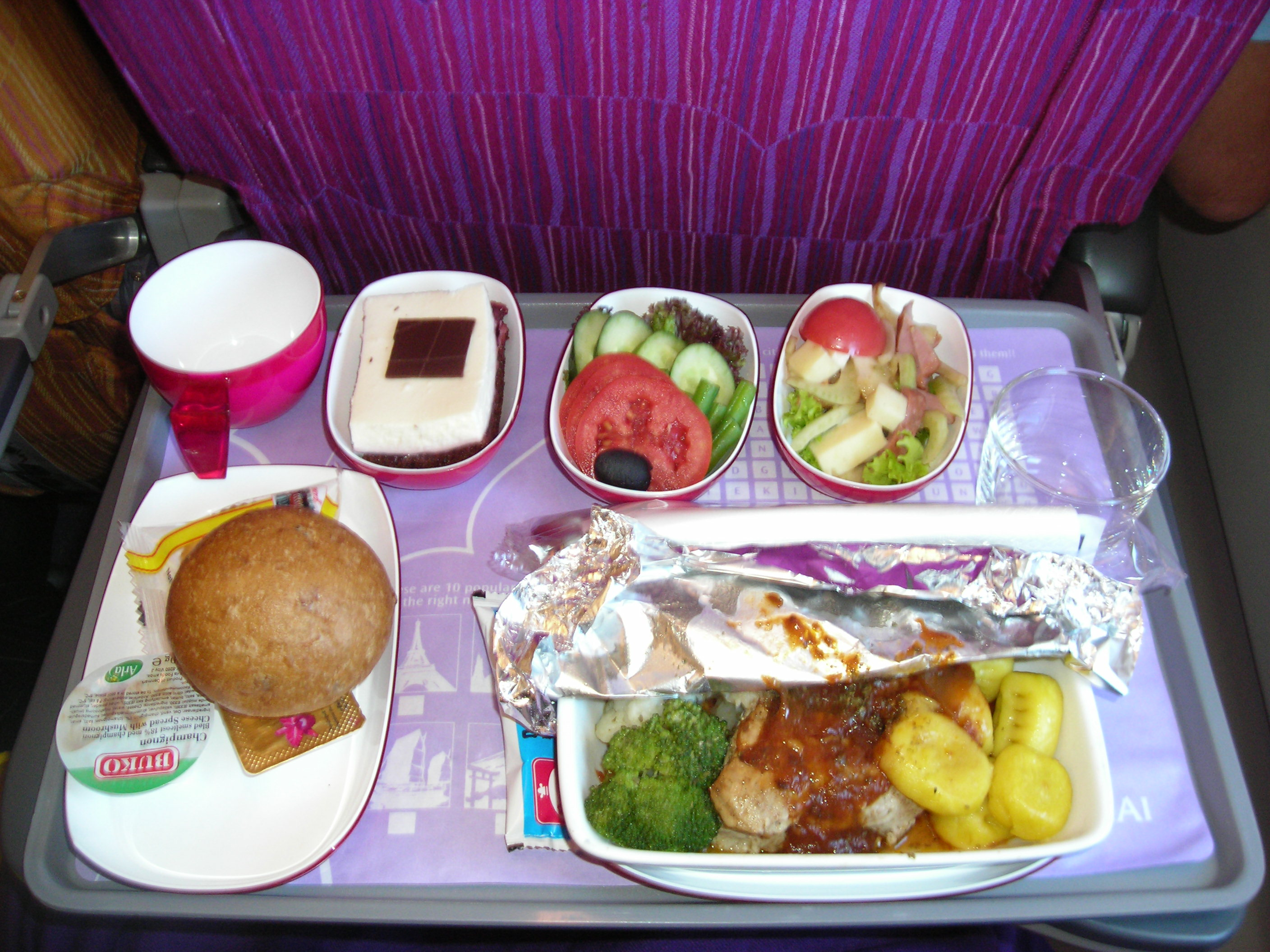
タイ国際航空のエコノミークラスの機内食

- アルコール飲料類の無償提供（イスラム国家の会社では、イスラム教上の食のタブーによる理由から、上級席を含め酒類自体を提供しない場合も多い。エミレーツ航空のように例外もある。なお、アメリカに拠点を持つ航空会社や多くの格安航空会社では、殆どの会社で、アルコールは有料となっている。また、ワインとビールは無料だが、それ以外の酒類 - ジン、ウォッカ、ウイスキー等のスピリッツ類やリキュールその他 - は有料とする会社もある。）
- 機内食の選択（長距離路線の場合2、3種（標準的には肉料理か魚料理）から選択）が可能。事前に申し込めば、ユダヤ教徒やイスラム教徒（中東のイスラム諸国の会社では、標準がハラールのイスラム料理の場合が多い）、ヒンドゥー教徒向け、ベジタリアンや低カロリーなどの特別料理も可能。
- アイスクリームや菓子パン、菓子類などの提供（長距離路線を中心とした一部の航空会社）
- 個人用テレビ及びテレビゲーム（長距離路線を中心とした一部の航空会社）
- 個人用電話（長距離路線を中心とした一部の航空会社）
- PC用電源（長距離路線を中心とした一部の航空会社、EmPowerなど）
- 歯ブラシ、歯磨き粉セット、くしの提供（長距離路線を中心とした一部の航空会社）
- 枕、毛布の提供
- 子供用玩具の提供
- エコノミー普通運賃で搭乗する乗客に対する空港ラウンジの提供（一部の航空会社）

## 運賃

### 複数の運賃
「エコノミークラス普通運賃」と呼ばれる、キャンセルや日程変更などの制限が少ないものが基本運賃として設定されているものの、実際は航空会社自らが販売する「正規割引運賃」（PEX運賃）や、旅行会社経由で販売される｢団体割引運賃｣（IT運賃）が主に販売されている。なお、これらの割引運賃は普通運賃の半値以下で販売されるケースが多いものの、キャンセルや日程変更の制限が大きい上、マイレージポイントの加算が少ない（社によっては100%加算する場合もある）など様々な制限が加えられる。これらは通常発券された航空券上にアルファベット一文字で表されている。また、予約するあるいはした旅行代理店などにたずねれば、教えてもらうこともできる。

## 中間クラス

### 上級もしくは普通運賃利用者向け
特に近年はビジネスクラスはフラットシートの導入など座席スペースの拡大、地上ラウンジや特設カウンターの提供、機内食の充実などのサービス改善の結果、エコノミークラスとビジネスクラスとの格差が拡大したため、この間を埋めるべく、普通運賃利用者向けに座席スペースを拡大し、機内サービスなどを充実させた「プレミアムエコノミークラスなどの中間（上位）クラス」などといった区分を設ける場合も出ている。→ビジネスクラス#第4のクラス参照

### カウチシート
通常のエコノミークラスの座席の下部にレッグレストを装備し、肘掛を跳ね上げ、レッグレストを座面の位置に持ってくることで3列分の座席がベットになるシート。ニュージーランド航空がスカイカウチを商標登録し導入されている。カウチシートはエコノミークラスの一部に設定されており、大人1人・子供2人（または大人2人・子供1人）の利用の他にも、大人1〜2人での利用も可能。利用するにはエコノミークラス運賃の他にも、人数に応じた追加料金が必要。

### 下級もしくは団体客向け
なお、エールフランスなどのヨーロッパ系航空会社はカリブ海路線等のリゾート路線を中心に、エコノミークラスとは別に「バカンスクラス」を設定しているケースが多い。これらはパックツアー客や格安航空券の顧客向けに提供されていて、エコノミークラスよりも更にシートの間隔を詰めサービスを簡素化したクラスとなる（ビジネスクラスとエコノミークラスと併設された3クラス制度で運航されている）。
また、かつて運航していた日本エアシステム（現在の日本航空）では、MD-81/87/90に「ボーナスシート」を設定していた（シートの背もたれの下げ幅に制限があるなど乗り心地が悪く、かつ胴体後部にエンジンがあるため外の景色を見ることができない上騒音が大きい最後部の座席を大幅割引で販売していたもの。詳細は日本エアシステムの項を参照）。